# Rimicola
Rimicola es un género de peces de la familia Gobiesocidae. Fue descrito por David Starr Jordan y Barton Warren Evermann en 1896.

## Especies
- Rimicola cabrilloi Briggs, 2002
- Rimicola dimorpha Briggs, 1955
- Rimicola eigenmanni (C. H. Gilbert, 1890)
- Rimicola muscarum (Meek y Pierson, 1895)
- Rimicola sila Briggs, 1955